# منيرة بن هندي
منيرة عيسى صالح بن هندي سياسية بحرينية وأول برلمانية عربية من ذوي الاحتياجات الخاصة.

## السيرة
ولدت بن هندي في مدينة المحرق. حصلت على دبلوم علم نفس ودبلوم برامج رياض أطفال ذوي الاحتياجات الخاصة ودبلوم تربية خاصة من معهد كرتاس بالقاهرة.
عملت مسئولة عن وحدة الخدمات التأهيلية بوزارة التنمية الاجتماعية ثم رئيسة المركز البحريني للحراك الدولي ثم مديرة عامة لرياض وحضانات الإعاقة الجديد. تم تعيينها عضوة في مجلس الشورى من 2006 إلى 2010.